# Leslie Kalai
Leslie Kalai (6 dicembre 1984) è un calciatore papuano, portiere dell'Hekari United.

## Carriera

### Club
Dal 2007 gioca nell'Hekari United.

### Nazionale
Nel 2011 ha esordito con la Nazionale papuana prendendo parte ad alcune partite di qualificazione ai Mondiali 2014.

## Palmarès

### Club

#### Competizioni nazionali
- Campionato di calcio della Papua Nuova Guinea: 7

Hekari United: 2007-2008, 2008-2009, 2009-2010, 2010-2011, 2011-2012, 2013, 2014

#### Competizioni internazionali
- OFC Champions League: 1

Hekari United: 2009-2010